# Dolores Romero Arano
Dolores Romero Arano (Terriente, 1853-Madrid, 15 de diciembre de 1936) fue una mecenas española que utilizó la herencia recibida tras la muerte de su marido, uno de los fundadores del Banco de España y propietario de varias acerías vascas, Francisco Curiel y Blasi, para financiar obras sociales dentro del ámbito de la educación y la asistencia sanitaria.

## Trayectoria
En el contexto de una sanidad española, influida a finales del siglo XIX, por el pensamiento liberal, Romero desarrolló el proyecto del Hospital de Jornaleros de San Francisco de Paula en Madrid en 1906, también llamado Hospital de Maudes, que encargó a los arquitectos Antonio Palacios y Joaquín Otamendi. Para llevar a cabo el proyecto, creó una sociedad benéfica dedicada a la consagración de San Francisco de Paula, y el centro se inauguró el 22 de junio de 1916.
En 1907, la amistad de Romero con el médico de la familia, Julián García Cebrián, propulsó el proyecto de una Institución Benéfico Educativa en la ciudad de Teruel que encargó al arquitecto Francisco López Pascual. En aquel momento fue denominado Asilo para niños pobres y huérfanos, con 100 plazas disponibles. Desde 1968, recibe el nombre de Colegio San Nicolás de Bari, gestionado por los Hermanos Terciarios Capuchinos.
Romero colaboró también con la Orden Hospitalaria de San Juan de Dios en la ampliación que obligó al traslado de su ubicación original, del Hospital de San Rafael, en el Paseo de La Habana, proyecto del arquitecto Ignacio de Aldama Elorz, en 1912. Donó un terreno de 37,2 hectáreas.

## Reconocimientos
En 1920, por su labor de mecenazgo, el Ayuntamiento de Madrid le dedicó una calle con su nombre en el distrito de Salamanca. También tiene una calle dedicada en Teruel, en la zona del Colegio San Nicolás de Bari.